# Incident du lac Falcon
 (janvier 2019).
Si vous disposez d'ouvrages ou d'articles de référence ou si vous connaissez des sites web de qualité traitant du thème abordé ici, merci de compléter l'article en donnant les références utiles à sa vérifiabilité et en les liant à la section « Notes et références ».
L'incident du lac Falcon est le récit fait par le mécanicien canadien Stephen Michalak de sa prétendue rencontre avec un objet volant non identifié, le 19 mai 1967, aux abords du lac Falcon, dans le Manitoba (Canada).

## Chronologie des événements
Ce jour-là, Stephen Michalak, mécanicien de profession, décida de passer le week-end dans le parc Whiteshell pour s'adonner à son hobby : la géologie. Après une nuit dans un motel de la route Transcanadienne, Stephen partit en direction du lac Falcon vers 5h30. Vers 12h15, alors qu'il examinait une veine de quartz au bord d'une rivière, Stephen aperçut des oies sauvages en train de fuir quelque chose puis il remarqua deux objets gris métalliques de forme discoïdale. Stephen Michalak a dit que ces objets ressemblaient à « de grosses cigarettes avec une bosse au milieu ». 
L'un des deux objets vint se poser près de Michalak tandis que l'autre prit de l'altitude et disparut derrière la frondaison des arbres. Reportant son attention sur l'objet posé au sol, le témoin remarqua une odeur de soufre ainsi qu'un léger sifflement. Après quelques minutes d'observation, une trappe s'ouvrit dans l'objet et Michalak perçut des sons qu'il assimila à des voix qui provenaient de l'ovni. Selon lui, ce son ressemblait à un « giri-giri-giri » que pousse un chat en danger. Pensant qu'il pouvait s'agir d'un appareil expérimental militaire, le témoin essaya d'appeler en anglais, en russe, puis en polonais ainsi qu'en allemand mais ne reçut aucune réponse. 
Revenu de sa surprise, Michalak s'approcha de l'objet et inspecta la trappe ouverte : il ne vit que d'étranges motifs lumineux se déplaçant dans une totale obscurité. La lumière était si intense qu'il rabaissa la visière de ses lunettes de protection. Brusquement, la trappe fut obturée par trois panneaux coulissants et Michalak reporta son attention sur l'objet en passant sa main dessus. Le contact lui évoqua celui du « verre dépoli ». Soudain, la toile des gants que portait le témoin se mit à fondre, l'obligeant à rapidement retirer sa main. Immédiatement, l'objet tourna sur lui-même dans le sens inverse des aiguilles d'une montre, et Michalak se retrouva face à une grille d'une trentaine de centimètres de large percée de trous. Un souffle chaud s'échappa des trous, embrasant la chemise et le maillot de corps du témoin. Pris de panique, Michalak arracha ses vêtements en feu et les jeta au sol tout en apercevant l'ovni s'envoler et disparaître derrière les arbres. Complètement choqué, Michalak observa les environs et vit que la zone où était posé l'objet avait subi un fort souffle d'air. Au bout de quelques minutes, Michalak fut pris de vomissements, de migraines et décida de retourner au motel. Selon un médecin, il voyait "des taches danser devant ses yeux". Souffrant de violents vomissements, le témoin regagna péniblement le motel à pied, 9 heures après la rencontre avec l'ovni, après qu'un membre de la Gendarmerie royale du Canada (GRC) lui eut refusé son aide, pensant que Michalak était ivre. Il arriva au motel vers 16h00 et demanda immédiatement au bar de l'hôtel où il pouvait consulter un médecin. On lui répondit que le premier cabinet se trouvait à plus de 75 km.
Préférant retourner chez lui à Winnipeg, Michalak appela sa femme pour lui annoncer qu'il venait d'avoir un accident et attendit le bus de 20h45.
Son fils, Stan, vint l'accueillir à Winnipeg vers 22h15 et l'emmena immédiatement voir un médecin.
Le médecin de l'hôpital de Misericordia qui l'examina remarqua immédiatement les brûlures de forme carrée dont le torse et le ventre de Michalak étaient recouverts ; de plus, les vomissements et les migraines ne s'étaient pas arrêtés. Deux jours plus tard, craignant une irradiation, son médecin généraliste l'envoya consulter le Département de médecine nucléaire de l'hôpital, mais le spécialiste ne trouva aucune trace d'irradiation et diagnostiqua une simple brûlure thermique.
Michalak affirma avoir perdu une dizaine de kilogrammes dans la semaine qui suivit son étrange rencontre. Plusieurs enquêteurs officiels interrogèrent le témoin et retournèrent sur les lieux de l'observation : ils y découvrirent les restes carbonisés des vêtements de Michalak ainsi que plusieurs pièces métalliques non identifiées. Des traces de radiations extrêmement importantes furent détectées à certains endroits de la zone et les pièces métalliques furent identifiées comme de l'argent quasi-pur (98 %). Ces objets étaient recouverts d'un enduit noir.
Michalak sentait le soufre et l'ozone depuis cet incident, ni les bains ni les douches ne pouvaient le masquer.
Le 10 décembre 1993, l'émission Mystères diffusée sur TF1 a fait un reportage sur cette affaire en interrogeant Michalak lui-même ainsi que son fils et plusieurs médecins.
Michalak est décédé en octobre 1999.

## Arguments sceptiques
- Les enquêteurs de la GRC émirent de nombreux doutes sur l'histoire de Stephen Michalak car ce dernier changea de versions à plusieurs reprises lors de l'enquête et mit deux mois à retrouver le site de l'observation. Michalak soutenait qu'il avait pris un café au motel le soir précédant l'incident, alors que le barman du motel affirmait lui avoir servi nombre de  bières[2],[3].
- Aucun autre témoignage ne vint corroborer le témoignage de Michalak malgré la présence de nombreuses tours de garde anti-incendie dans le parc Whiteshell.
- Les enquêteurs n'expliquent pas pourquoi le site présentait des taux de radiation très importants alors que le témoin, ainsi que les restes de ses vêtements n'en présentaient aucune trace.
- Les enquêteurs émirent l'hypothèse que Stephen avait pu s'infliger lui-même les étranges brûlures en forme de points ronds avec une grille de barbecue et « rendre » le site radioactif en répandant du radium.

## Arguments ufologiques
- Plusieurs médecins attestèrent de la réalité des brûlures dont souffrait Stephen après son étrange observation.
- Ancien policier militaire en Pologne avant son émigration au Canada[1], Stephen Michalak était un homme calme et honorablement connu de son entourage. Il n'a tiré aucun profit de cette histoire et on peut donc s'interroger sur les raisons qui l'auraient poussé à inventer toute cette affaire.